# Lomaiviti Province
Lomaiviti Province är en provins i Fiji.   Den ligger i divisionen Östra divisionen, i den östra delen av landet, 60 km nordost om huvudstaden Suva. Antalet invånare är 16 461. Lomaiviti Province ligger på ön Ovalau Island.